# Szydłowiec
Szydłowiec (deutsch Schiedlowietz) ist eine Stadt im Powiat Szydłowiecki der Woiwodschaft Masowien in Polen. Sie ist Sitz der gleichnamigen Stadt-und-Land-Gemeinde mit 18.505 Einwohnern (Stand 31. Dezember 2020).

## Sehenswürdigkeiten
In der Altstadt befindet sich das Schloss Szydłowiec.

Von den Baudenkmälern der Stadt Szydłowiec befindet sich ein bedeutender Teil auf dem Großen Markt (pl. Rynek Wielki). Der Große Markt wird dominiert von der Kirche im Süden und dem Rathaus im Norden.

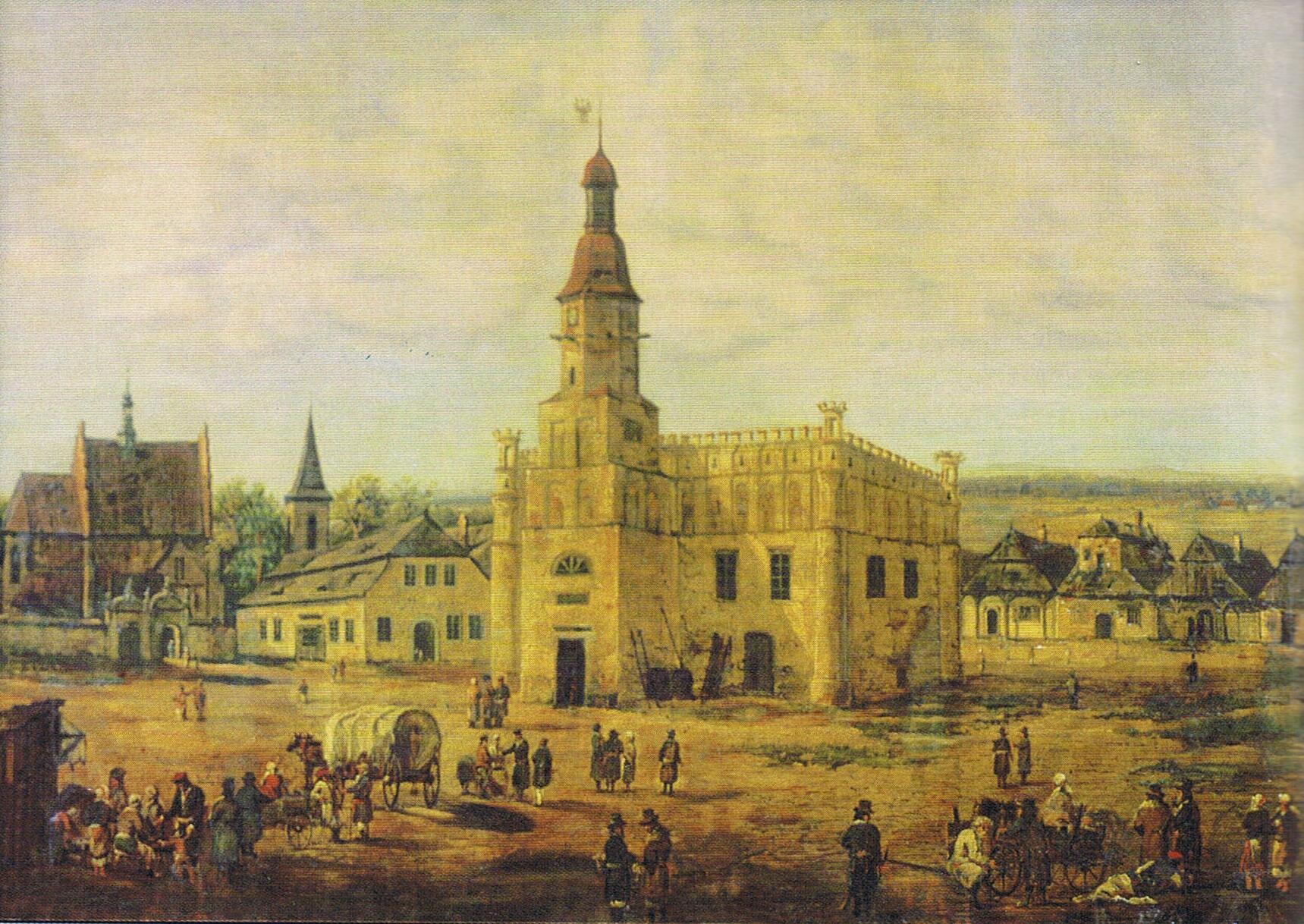
Großer Markt in Szydłowiec, zeitgenössisches Gemälde von Józef Szermentowski

Die katholische Kirche St. Zygmunt (dt. Siegmund) mit einem wertvollen gotischen Polyptychon, vergoldeten Altären, einem Sterngewölbe im Presbyterium und einem Polychrom im Kirchenschiff ist eine Kombination vieler Kunst-Stile. Die Pfarrei wurde 1401 gegründet. Gegen Ende des 15. Jahrhunderts begann Jakub Szydłowiecki, den ersten Holzbau mit einer Steinkirche zu ersetzen. Es ist die Ruhestätte von Mikołaj Szydłowiecki, dessen Grab im Presbyterium zu sehen ist, und Maciej Radziwiłł, der unter dem Hauptaltar begraben liegt.
Das Rathaus befindet sich in der Mitte des Marktes und ist das charakteristische Symbol der Stadt. Es wurde zwischen 1602 und 1629 erbaut und in Kriegen wiederholt zerstört. Es ist ein wertvolles Beispiel bürgerlicher Architektur in Polen. Das Haus an der Eiche (pl. Dom pod Dębem) ist das klassizistische Gebäude der ehemaligen Grundschule, das 1819 von Prinzessin Anna von Zamoyski Sapieżyna erbaut wurde. An der Schule wurde nach dem Bell-Lancaster-System unterrichtet, bei dem eine Gruppe älterer Kinder die Jüngeren unterweist.
Am Anfang des Marktplatzes findet sich ein Denkmal zum Gedenken an Tadeusz Kościuszko, das 1920 errichtet wurde. Auf dem Kirchplatz steht seit 2007 eine Statue von Johannes Paul II. Vor der Kirche steht die Statue des Heiligen Johannes Nepomuk Johannes von Nepomuk.
Der Pranger von Szydłowiec, auf dem Großen Markt vor dem Rathaus installiert, ist eines der wenigen erhaltenen Objekte dieses Typs in Polen. Er wurde in der ersten Hälfte des 17. Jahrhunderts als 2,5 m hohe Sandsteinsäule im Stil der Spätrenaissance erbaut, wahrscheinlich mit dem Bau des Rathauses. Sie ist mit Fratzenköpfen, mit Griffen und einer 1899 hinzugefügten Kugel an der Spitze dekoriert. Das letzte Mal übte er 1788 seine Funktion aus.

## Gemeinde
Zur Stadt-und-Land-Gemeinde (gmina miejsko-wiejska) Szydłowiec gehören die Stadt selbst und 24 Dörfer mit Schulzenämtern.

## Verkehr
Ein paar Kilometer östlich des Stadtzentrums liegt der Bahnhof Szydłowiec an der Bahnstrecke Warszawa–Kraków.

## Persönlichkeiten
- Krzysztof Szydłowiecki (1467–1532), Adeliger und Staatsmann
- Max Krajewski (1901–1971), Architekt
- Dominik Furman (* 1992), Fußballspieler
- Marek Fisz (1910–1963), Mathematiker
- Wacław Depo (* 1953), römisch-katholischer Erzbischof.